# Ottrott
Ottrott je francouzská obec v departementu Bas-Rhin v regionu Grand Est. V roce 2013 zde žilo 1 567 obyvatel.

## Poloha obce
Obec se rozkládá v údolí Rýna a na svazích kopců, do jejího katastru patří 25 km² lesů, desítka ruin strážních hradů, které byly vystavěny k ochraně hranic mezi Francií a Německem. Poutní místo – Hora sv. Otýlie patř k nejnavštěvovanějším v Alsasku. Sousední obce jsou: Barr, Bernardswiller, Bœrsch, Grendelbruch, Le Hohwald, Neuviller-la-Roche, Obernai a Saint-Nabor.

## Vývoj počtu obyvatel
Počet obyvatel

## Hospodářství a turistika

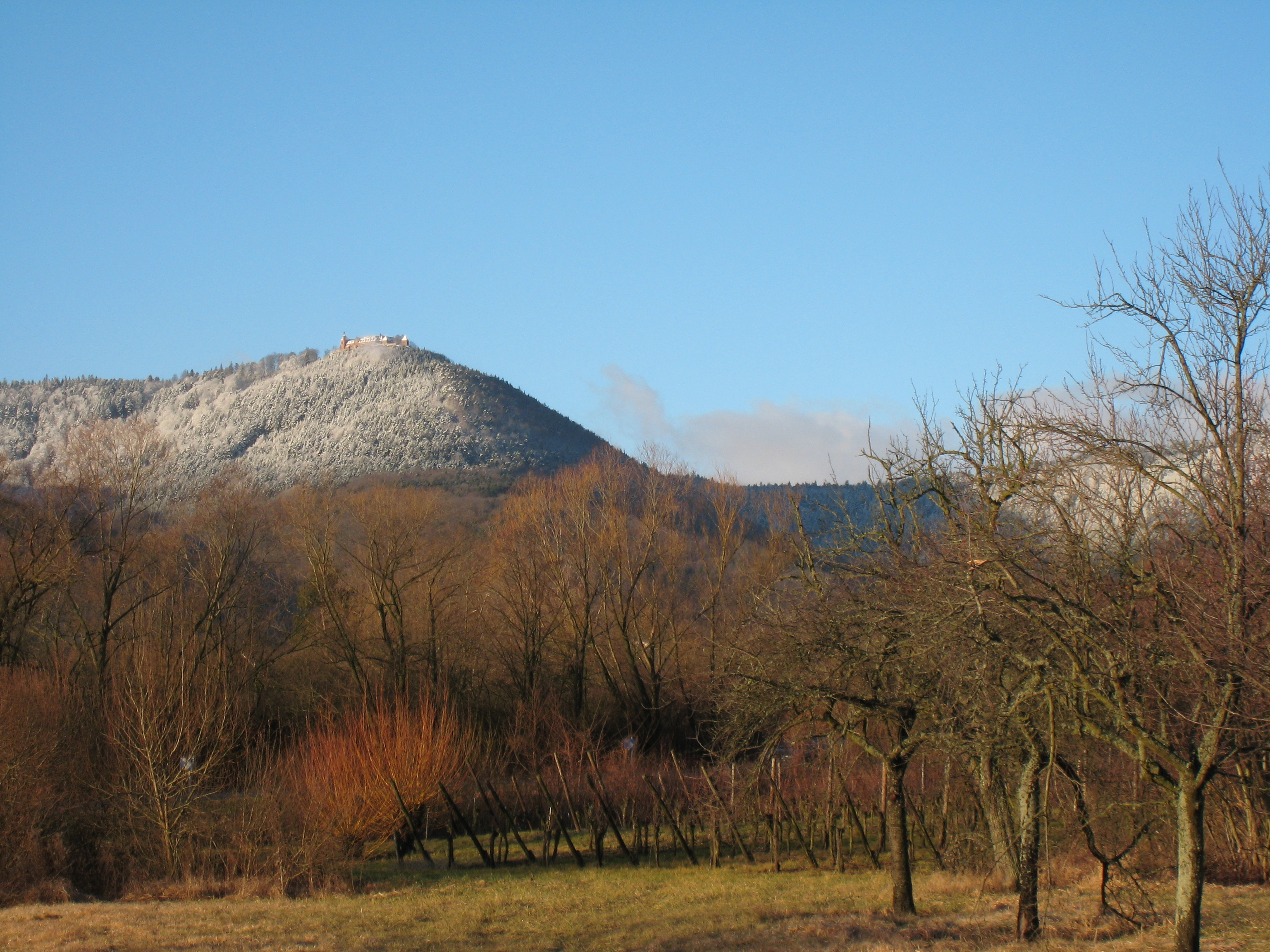
Hora sv. Otýlie nad obcí

Svahy kopců podél Rýna jsou úrodné a po staletí proslulé pěstováním vinné révy. Kromě bílého vína, jež se pěstuje i v jiných oblastech Porýní, je pro Ottrott typické červené víno Rouge d’Ottrott (německy Ottrotter Roter), pozdní sběr z odrůdy Spätburgunder s certifikátem Appellation d’Origine Contrôlée.
Obec je součástí chráněné krajinné oblasti. Pro své víno, krajinu i památky je obec velmi vyhledávána turisty. Poutníci tudy procházejí na Horu sv. Otýlie a také proto, že leží na Svatojakubské cestě.

## Památky
- Farní kostel sv. Šimona a Judy, významné Silbermannovy varhany
- Budova radnice
- Ruiny 10 středověkých hradů, z nichž nejlépe dochované jsou: druhý Lutzelbourg (prohlídky jen s průvodcem), Birkenfels, Dreistein, Kagenfels, Koepfel a Rathsamhausen
- Mont Sainte-Odile (německy Odilienberg) – Hora Hora svaté Otýlie, poutní místo nad obcí.
- Zámek Windeck – nepřístupný veřejnosti

## Galerie

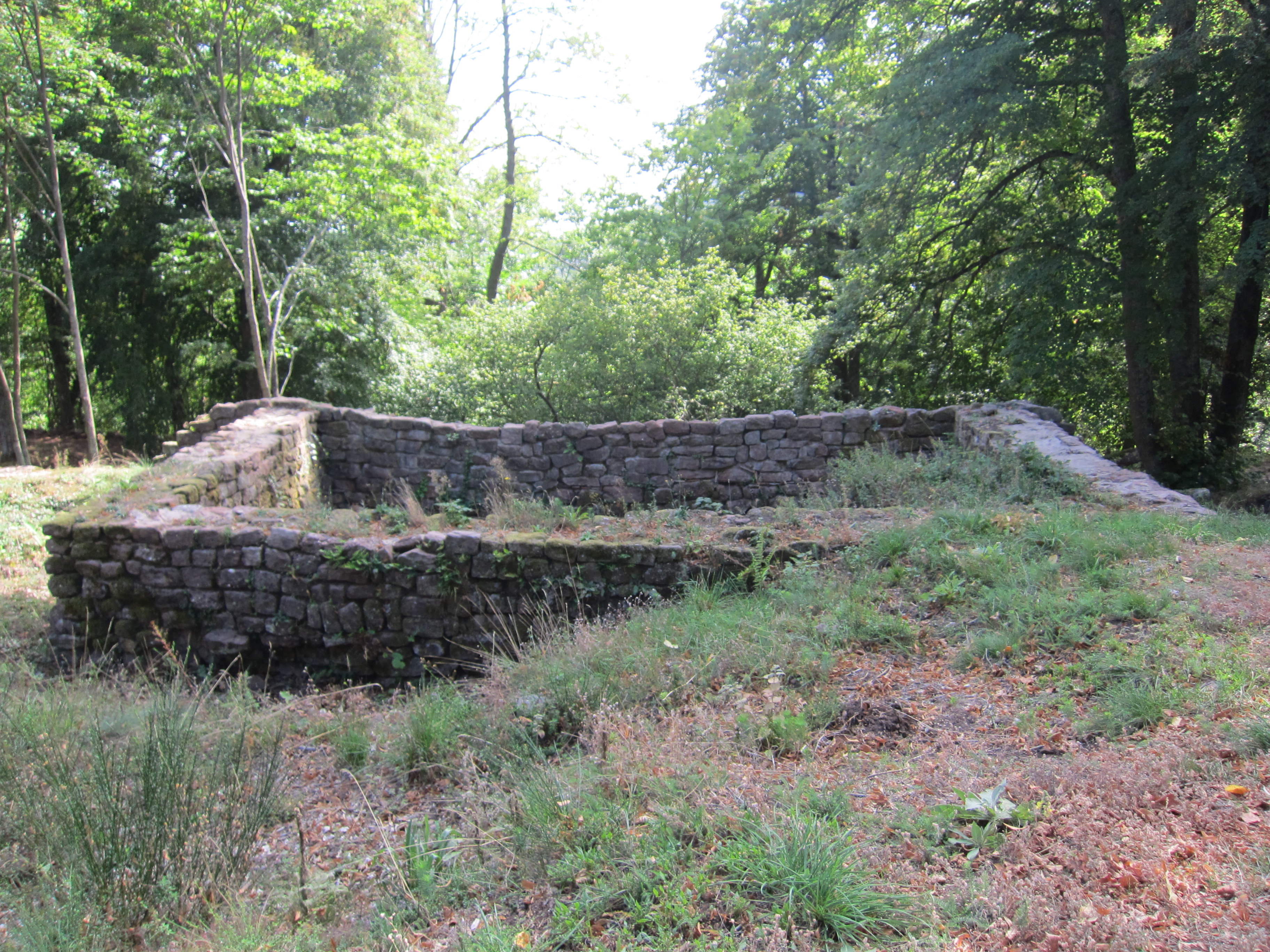
Starý Lutzelburg
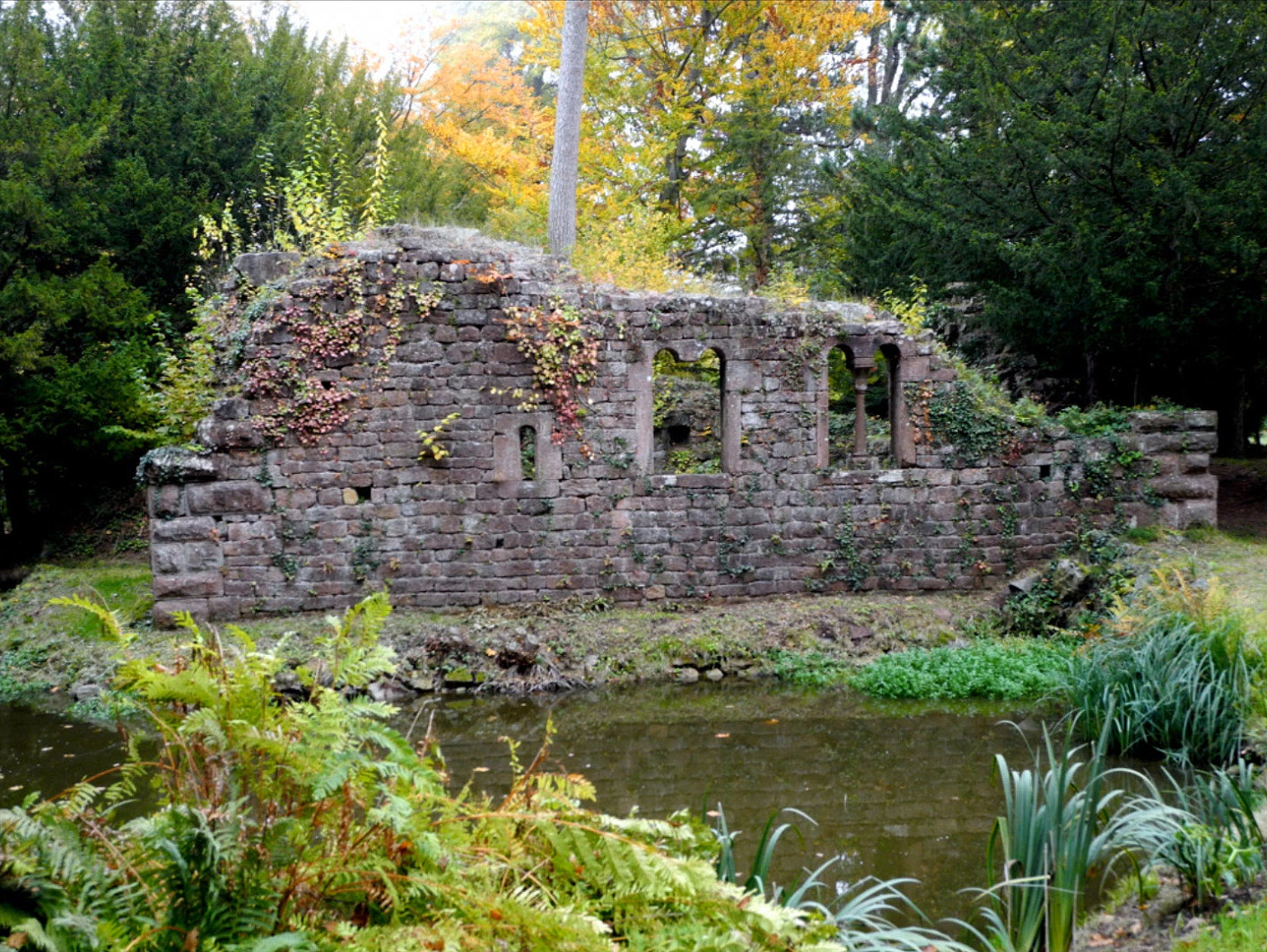
Hrad Altkeller
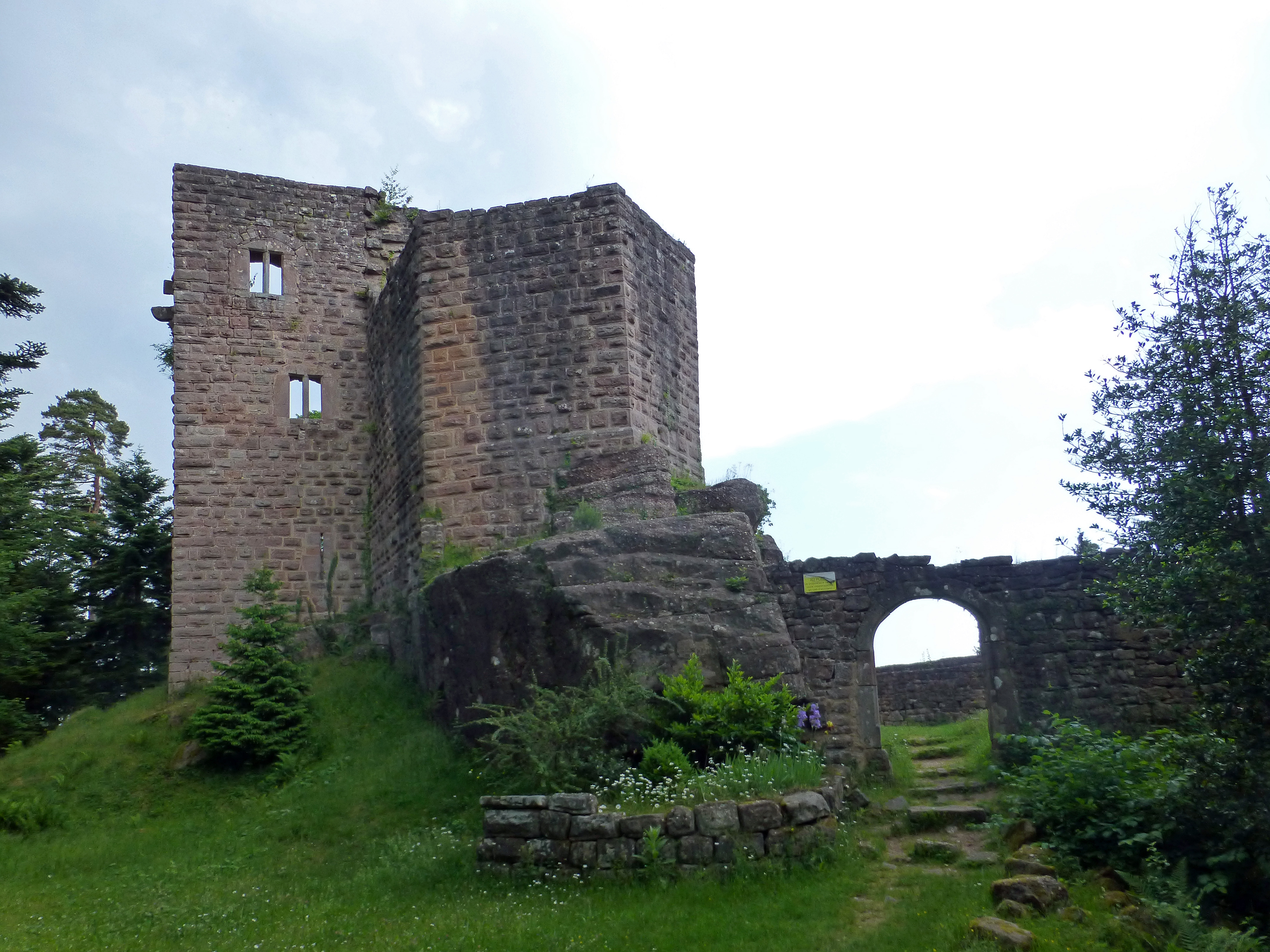
Hrad Birkenfels
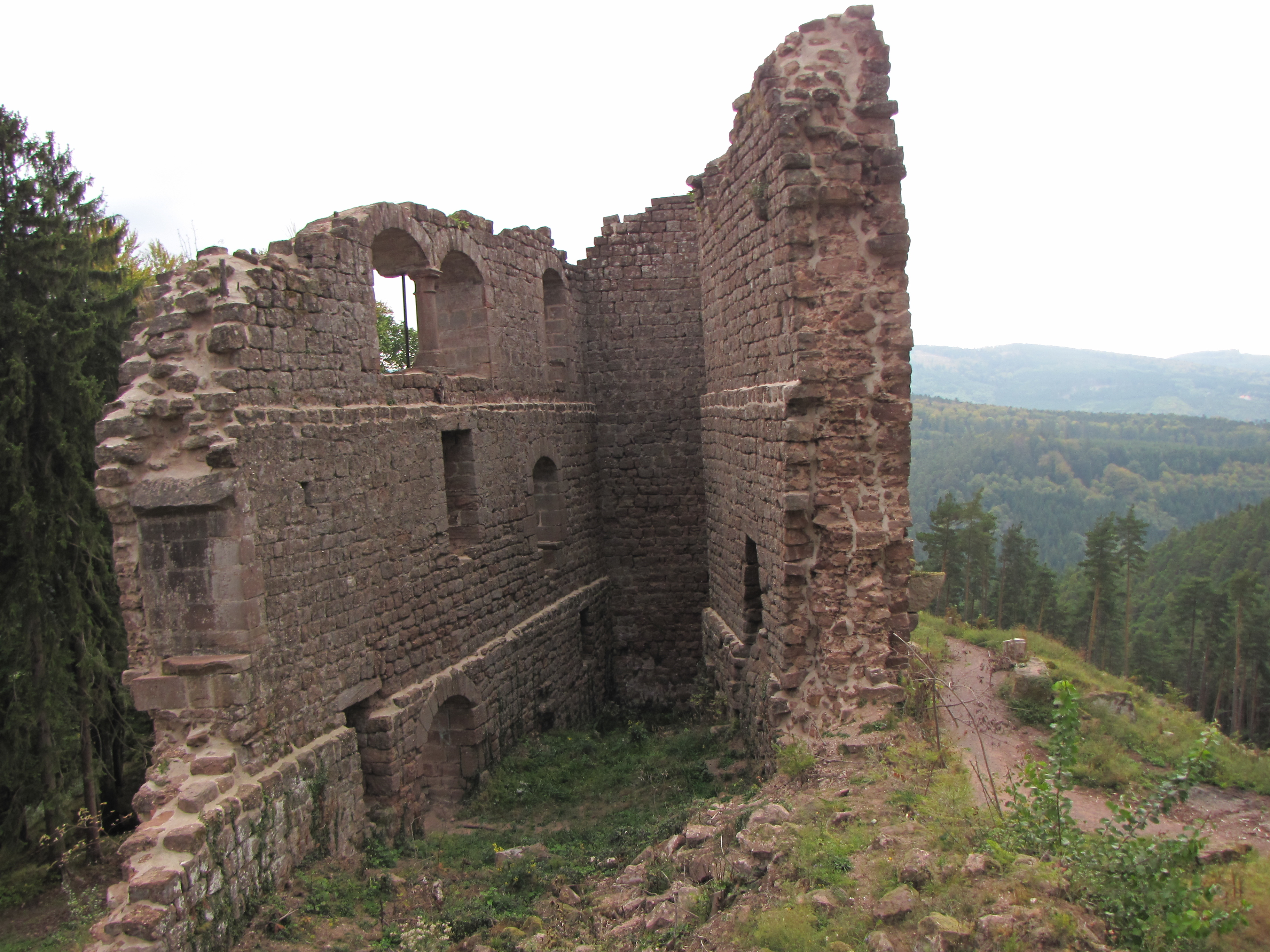
Hrad Dreistein
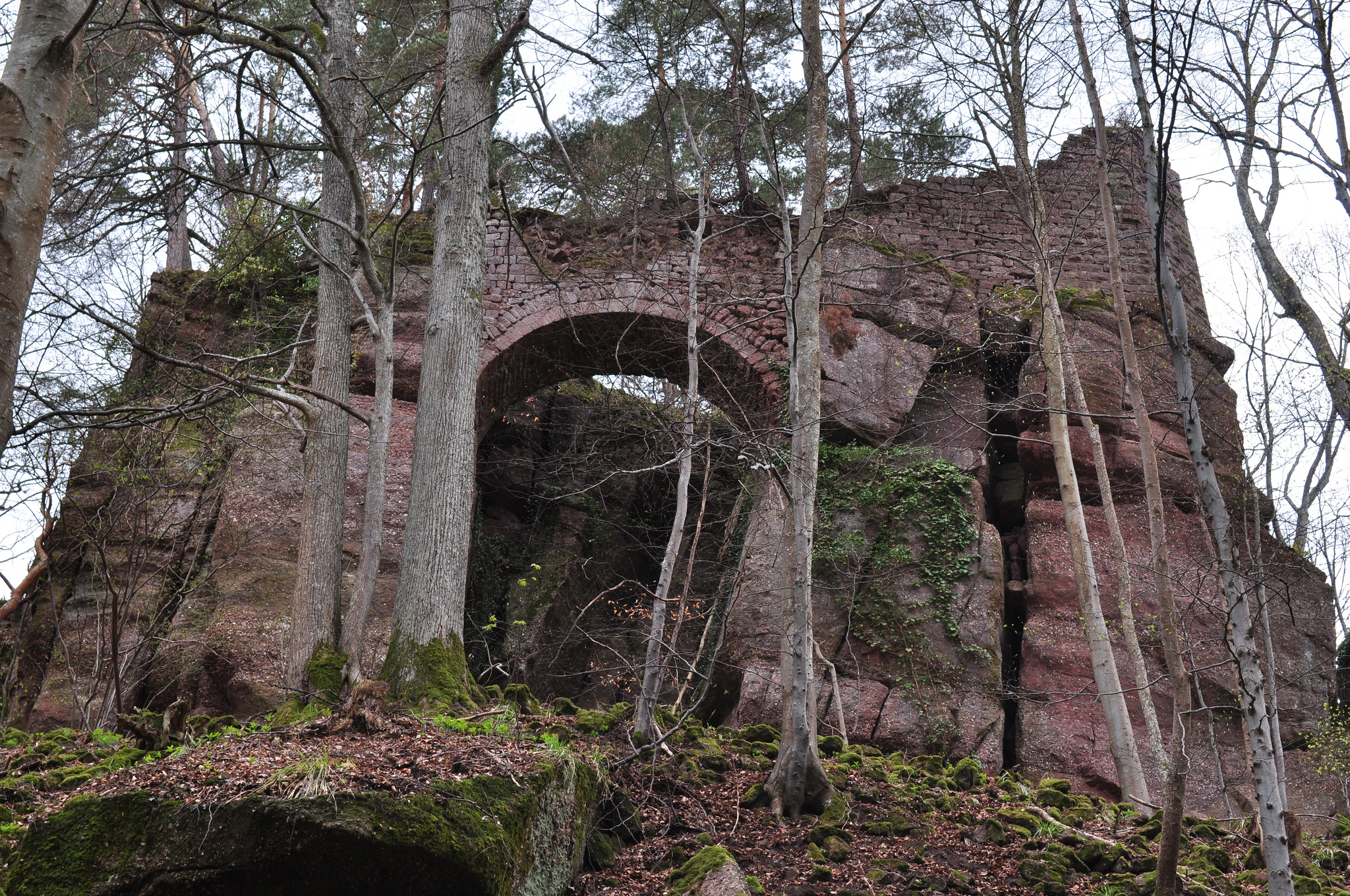
Hagelschloss
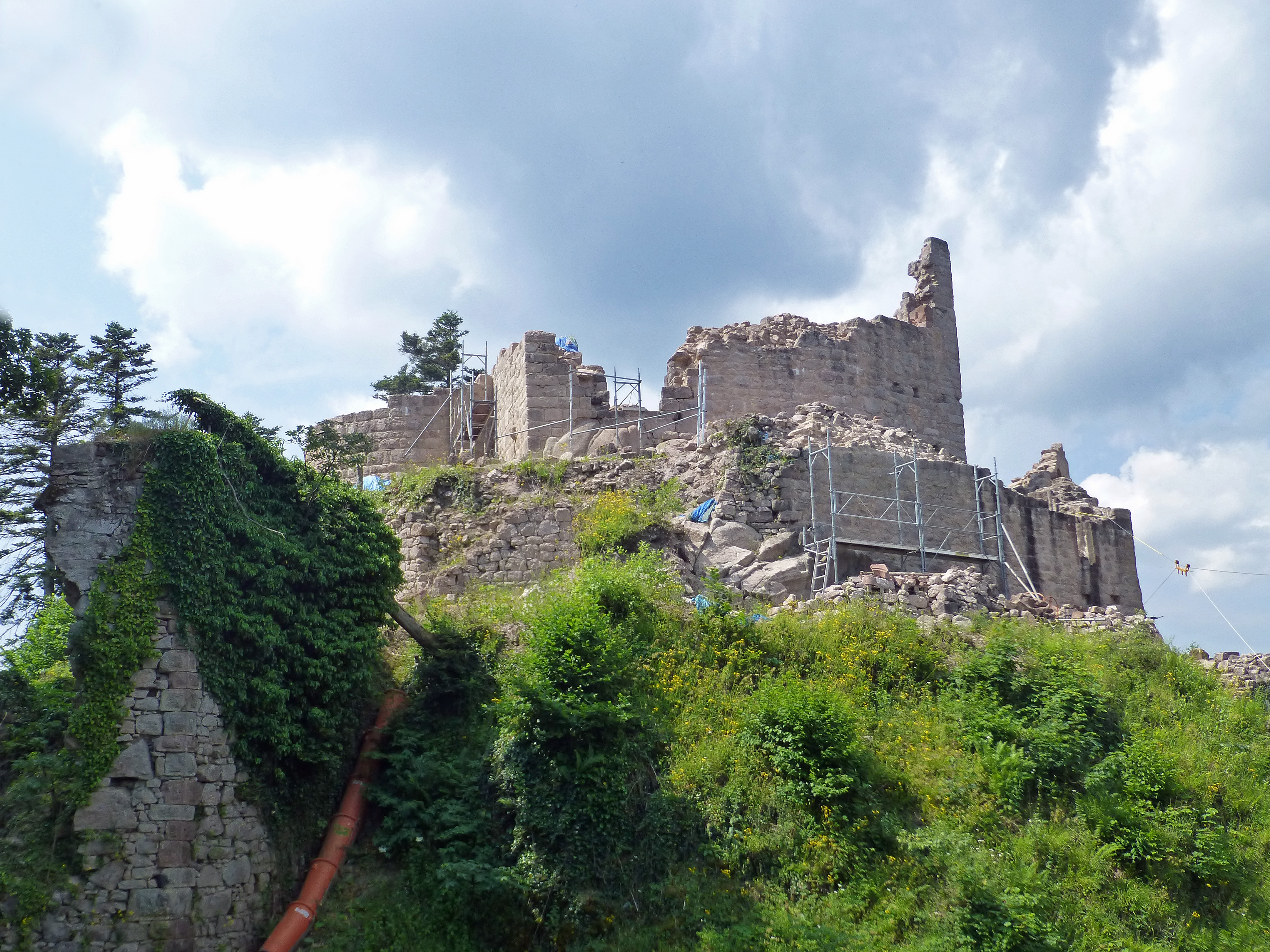
Hrad Kagenfels
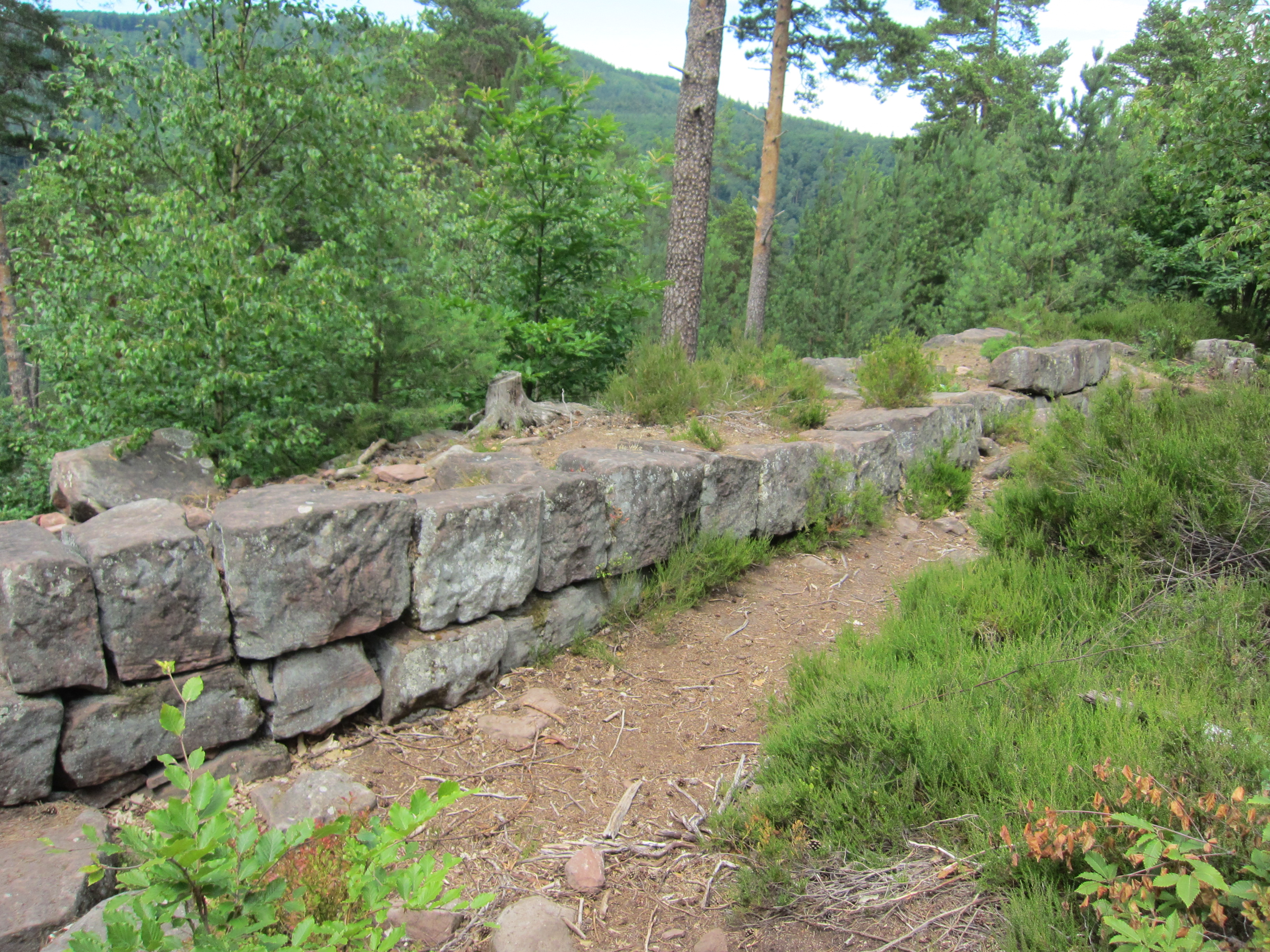
Hrad Koepfel
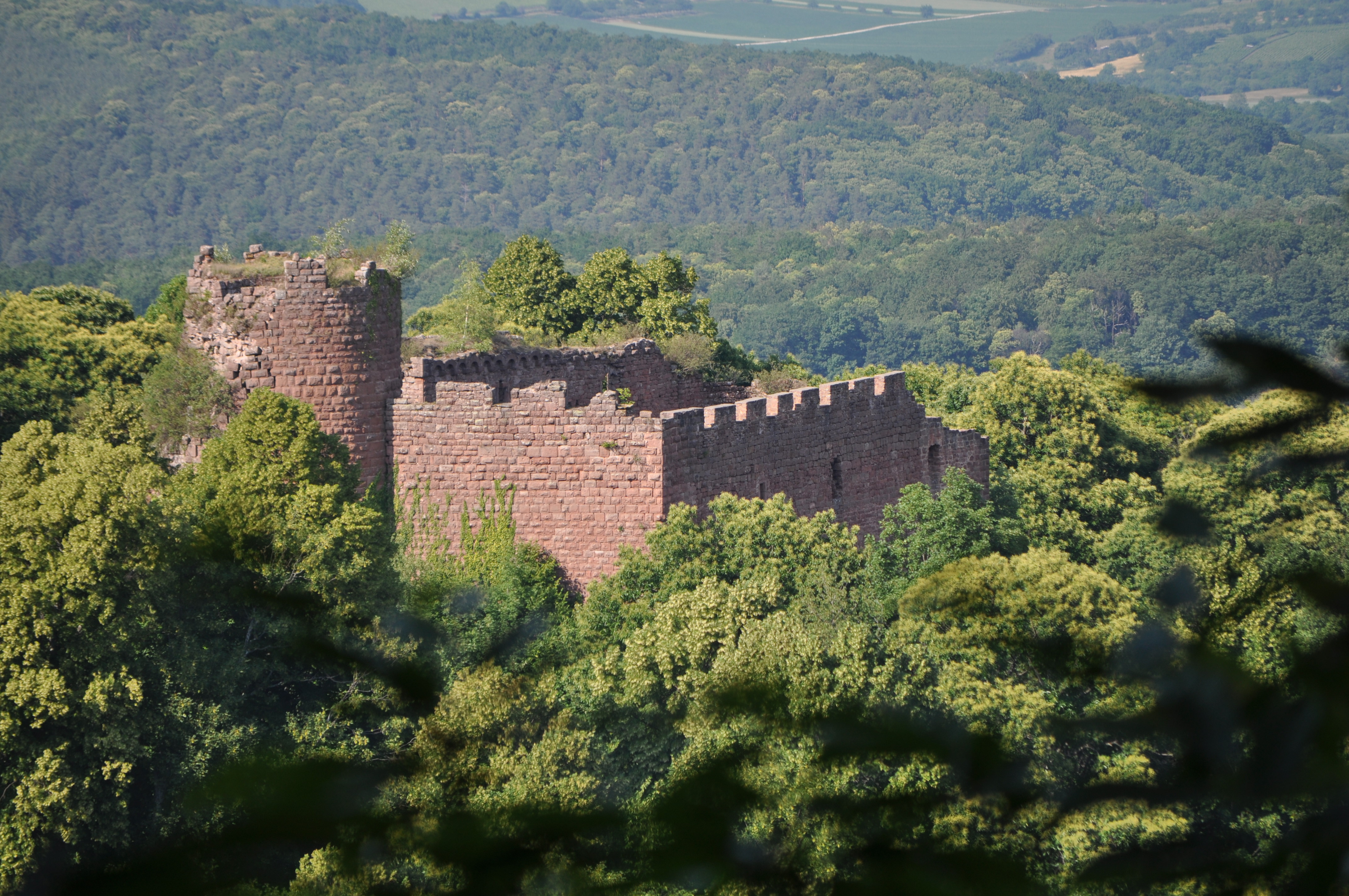
Druhý Lützelburg
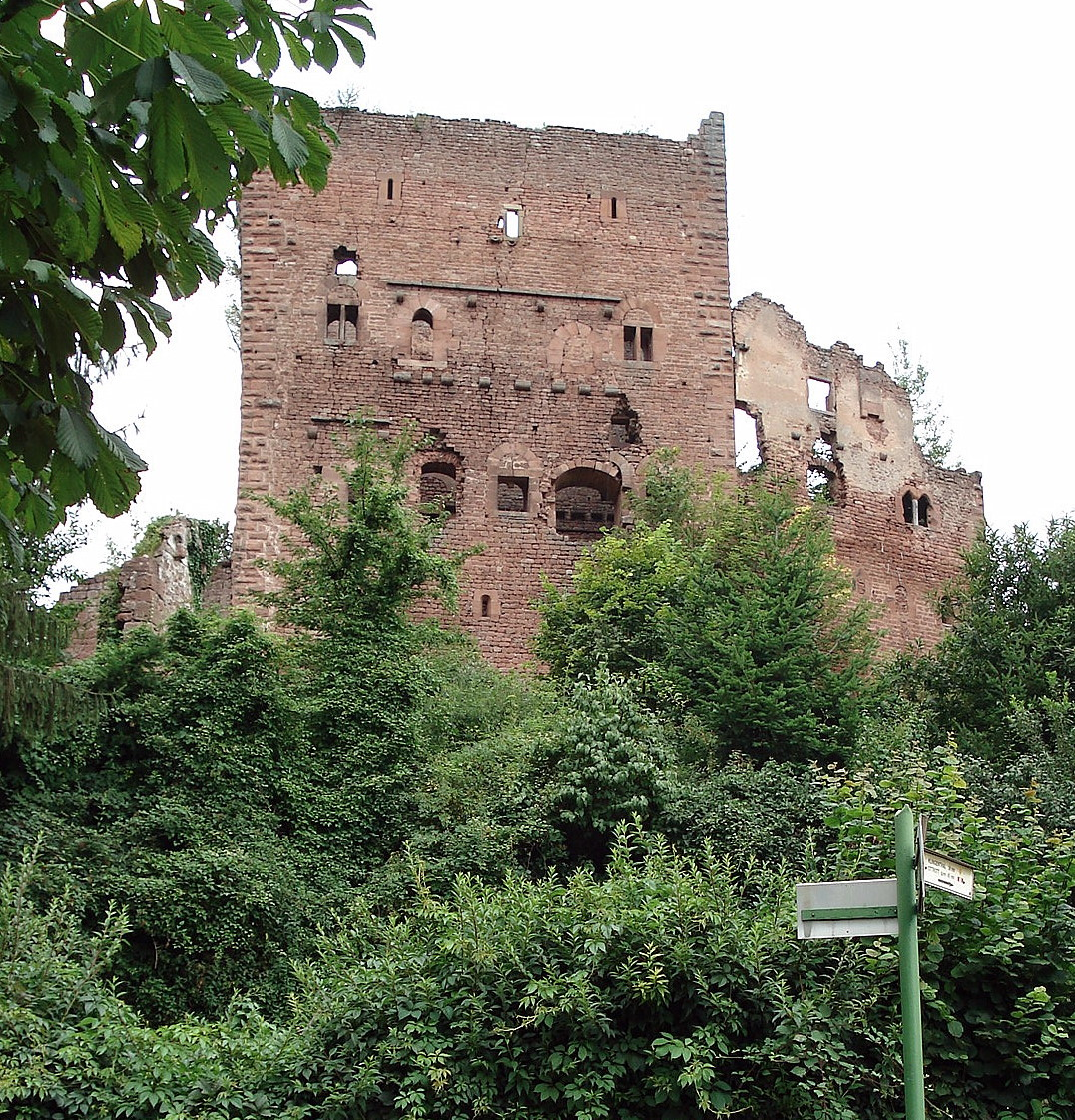
Hrad Rathsamhausen
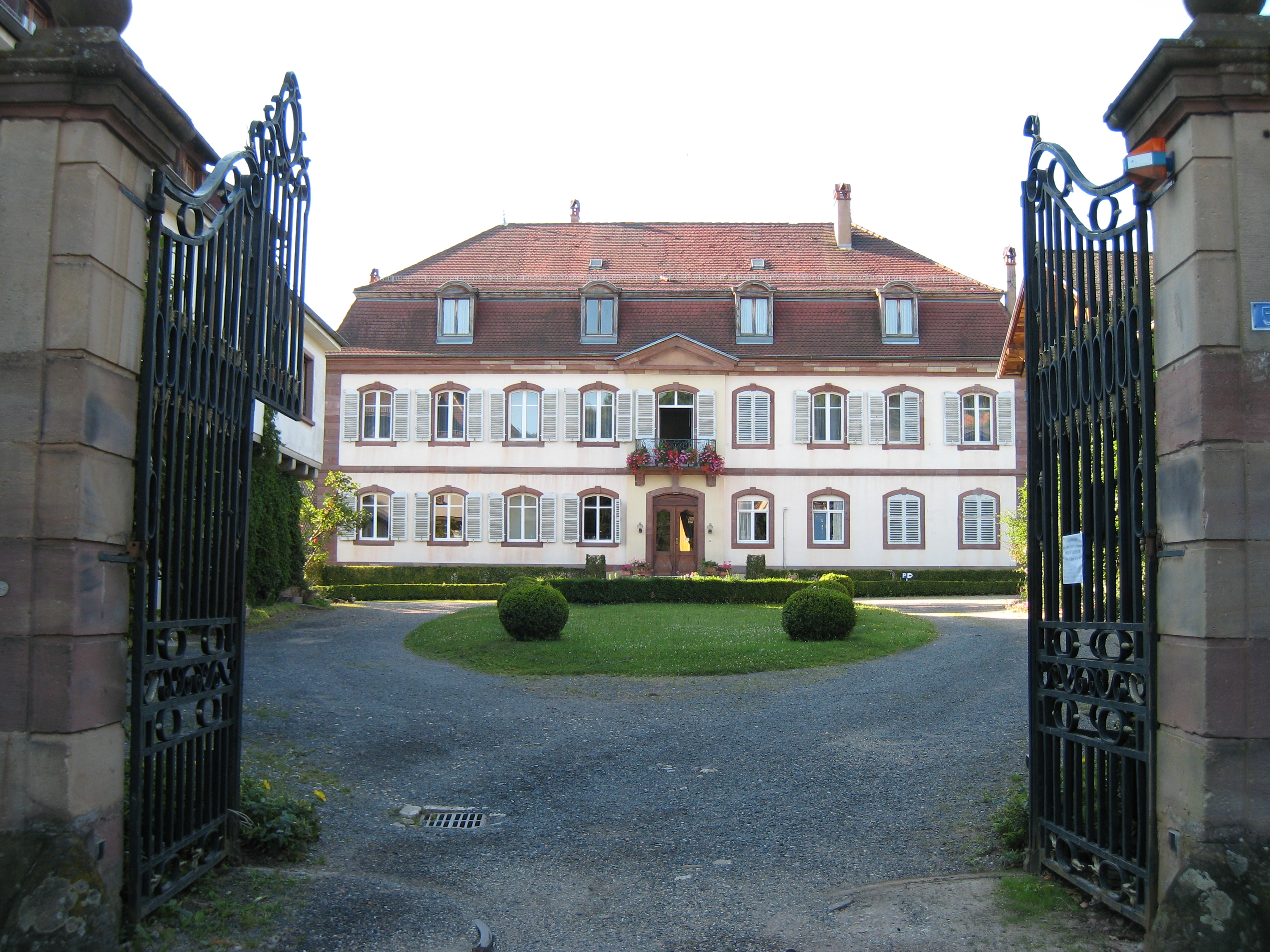
Zámek Windeck